# Rheiderland-Zeitung

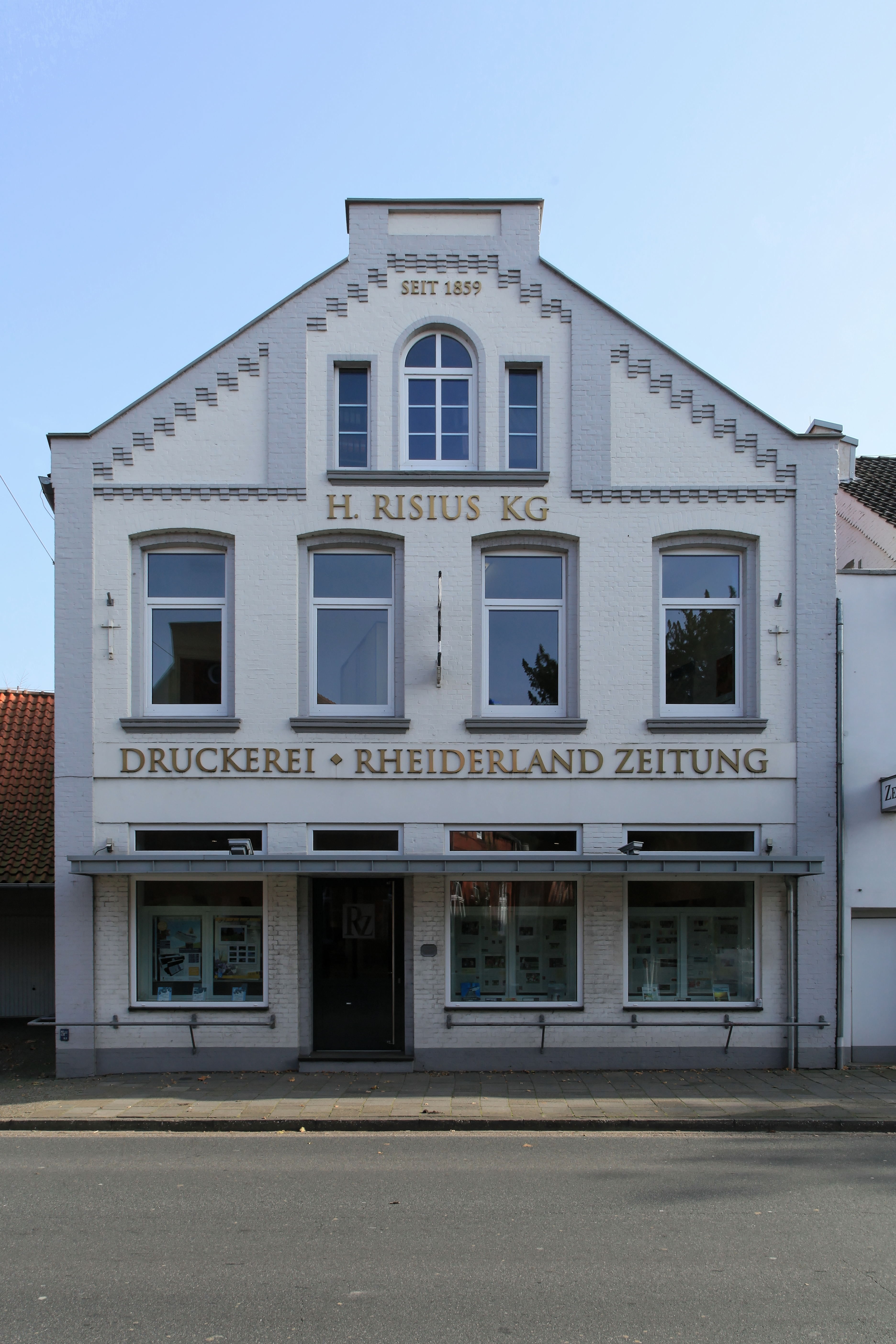
Sitz der Rheiderland-Zeitung in der Risiusstraße in Weener

Die Rheiderland-Zeitung (RZ) ist eine traditionsreiche und eigenständige kleine Tageszeitung, die seit 1860 in Weener erscheint. Ihr Verbreitungsgebiet ist das ostfriesische Rheiderland. Sie wird von dem kleinen Verlag H.Risius KG herausgegeben. Neben den Ostfriesischen Nachrichten in Aurich ist die RZ die letzte eigenständige Tageszeitung Ostfrieslands.
Noch bis ins 21. Jahrhundert hinein erschien das Blatt unter dem Titel Grenzlandzeitung "Rheiderland". Bis zum 31. Mai 2005 war die Rheiderland-Zeitung eine der letzten Mittagszeitungen Deutschlands. Seit dem 1. Juni 2005 erscheint sie als Morgenzeitung. Die verkaufte Auflage beträgt 4064 Exemplare, ein Minus von 32,2 Prozent seit 1998. Die meisten Abonnenten und Leser der Rheiderland-Zeitung leben im Rheiderland, hier ist sie auch das meistgelesene Blatt und steht in Konkurrenz zu der in ganz Ostfriesland erscheinenden Ostfriesen-Zeitung.

## Geschichte
Schon vor der Machtergreifung versuchten Nationalsozialisten 1932, die Zeitung zu infiltrieren und die Redaktion mit Parteianhängern zu besetzen. Das wurde durch den Altverleger Aeilt Risius verhindert, der bekannte "Zeitungen bestehen nur in Freiheit." Am 1. April 1933 erschien in der Rheiderland-Zeitung ein langer Artikel, in dem über den bevorstehenden Boykott jüdischer Geschäfte informiert wurde. In einer am selben Tag geschalteten Anzeige mit dem NS-Emblem hieß es, dass
1. kein Deutscher weder in jüdischen Geschäften noch bei jüdischen Reisenden mehr kaufen,
2. kein deutscher Landwirt weder an einen jüdischen Vieh- oder Fellhändler etwas verkaufen, noch von ihm kaufen solle,
3. bei Verstoß gegen diese Anordnungen der Ausschluss aus den Reihen der deutschen nationalen Bewegung erfolge und die betreffende Person dann ebenfalls boykottiert werde.

In den folgenden Jahren konnte Risius die Unabhängigkeit seiner Zeitung wahren, bis sie 1943 durch die Nazis geschlossen wurde. Nach dem Krieg konnte die Zeitung ab 1950 wieder erscheinen.

## Jüngste Entwicklungen
Die jüngsten einschneidenden Veränderungen bei der kleinen Zeitung sind das Ergebnis von Konflikten auf dem ostfriesischen Zeitungsmarkt. Lange Zeit waren nahezu alle ostfriesischen Blätter mit den überregionalen Mantelseiten der Oldenburger Nordwest-Zeitung (NWZ) bestückt, die damit Quasi-Monopolist war. Im Zuge von Umstrukturierungen und Einsparungen bei der NWZ und bei der zu jener Zeit von der NWZ dominierten Ostfriesen-Zeitung (OZ) erhielten die kleinen Zeitungen wie die RZ zunächst Mantelseiten, die identisch mit denen der OZ waren.
Allerdings fuhr die OZ im Jahr 2004 im Zuge dieser Einsparungen ihre Berichterstattung im Rheiderland auf ein Minimum zurück. Die Oldenburger NWZ sah dort keine Konkurrenzsituation zu "ihrer" OZ, da die unabhängige RZ sowohl Kunde für Mantelseiten als auch Kooperationspartner war. In der Vergangenheit war die NWZ allerdings bestrebt, die gesamte ostfriesische Zeitungslandschaft zu übernehmen, was ihr auch in weiten Teilen geglückt war.
So gab es offenbar auch bei der RZ Bemühungen der NWZ, bei dem unabhängigen Blatt in Weener die Mehrheit zu übernehmen oder sie in die von ihr dominierte Zeitungsgruppe Ostfriesland (Ostfriesen-Zeitung, General-Anzeiger, verschiedene Anzeigenblätter) zu drängen. Die RZ reagierte darauf mit dem überraschenden Schritt, die Verträge mit der NWZ als Lieferant der Mantelseiten und als Kooperationspartner zum nächstmöglichen Termin zu kündigen und diesbezüglich zur zweiten großen Zeitung der Region, der Neuen Osnabrücker Zeitung (NOZ), zu wechseln.
Die Reaktion der NWZ und OZ auf diese plötzliche und unerwartete Konkurrenzsituation im Rheiderland war, die Berichterstattung aus dem Rheiderland wieder verstärkt aufzunehmen und im Frühjahr 2005 sogar eine eigene kleine OZ-Außenredaktion in Weener zu gründen, obwohl andernorts im Jahr zuvor eine Außenredaktion eingespart wurde.
Die Rheiderland-Zeitung, die bis dato traditionell als Mittagszeitung erschienen war, trieb daraufhin ihren Wechsel der Mantelseiten voran und vollzog diesen im März 2005. Die Zeitung erscheint seitdem im größeren Rheinischen Format und durchgehend vierfarbig. Im Juni 2005 wurde die Zeitung schließlich auch noch eine Morgenzeitung und stellte damit die "Waffengleichheit" in Bezug auf die Aktualität der Nachrichten her. Die RZ war die letzte Mittagszeitung Niedersachsens.

## Auflage
Die Rheiderland-Zeitung hat wie die meisten deutschen Tageszeitungen in den vergangenen Jahren an Auflage eingebüßt. Die verkaufte Auflage ist in den vergangenen 10 Jahren um durchschnittlich 2,8 % pro Jahr gesunken. Im vergangenen Jahr hat sie um 3,5 % abgenommen. Sie beträgt gegenwärtig 4064 Exemplare. Der Anteil der Abonnements an der verkauften Auflage liegt bei 88,2 Prozent. 
| 1998 | 1999 | 2000 | 2001 | 2002 | 2003 | 2004 | 2005 | 2006 | 2007 | 2008 | 2009 | 2010 | 2011 | 2012 | 2013 | 2014 | 2015 | 2016 | 2017 | 2018 | 2019 | 2020 | 2021 | 2022 | 2023 | 2024 |
| ---- | ---- | ---- | ---- | ---- | ---- | ---- | ---- | ---- | ---- | ---- | ---- | ---- | ---- | ---- | ---- | ---- | ---- | ---- | ---- | ---- | ---- | ---- | ---- | ---- | ---- | ---- |
| 5998 | 5968 | 5889 | 5756 | 5616 | 5491 | 5400 | 5494 | 5532 | 5592 | 5564 | 5580 | 5518 | 5486 | 5507 | 5458 | 5392 | 5317 | 5204 | 5039 | 4863 | 4800 | 4770 | 4696 | 4462 | 4211 | 4064 |